# Cəbrayıl
Cəbrayıl (orm. Ջրական, Dżyrakan) – miasto w Azerbejdżanie, siedziba administracyjna rejonu Cəbrayıl.
Miejscowość wraz z okolicznymi terenami wchodziła w skład chanatu karabaskiego, od 1822 w Imperium Rosyjskim (od 1868 stolica ujezdu  w guberni jelizawietpolskiej), w latach 1918–1920 w Demokratycznej Republiki Azerbejdżanu a od 1920 weszła w skład Azerbejdżańskiej Socjalistycznej Republiki Radzieckiej. Po wojnie o Górski Karabach miasto weszło pod kontrolę Ormian, którzy nadali mu nazwę Dżyrakan, jednak zostało zniszczone podczas wojny i od tego czasu jest niezamieszkane.
Miejscowość została odbita przez wojska azerskie 9 października 2020 podczas konfliktu w Górskim Karabachu.
W mieście i jego okolicach znajdują się kurhany Qumtəpə i Canqulu (III–II tysiąclecie p.n.e.), Mosty Chudaferyńskie (XI–XIII w.), kamienny grobowiec (1307–1308) i łaźnia sułtana Medżida z XVIII wieku.

## Klimat
Klimat w tym obszarze jest umiarkowanie ciepły. Klasyfikacja klimatu Köppena-Geigera Cfa. Na tym obszarze średnia temperatura wynosi 12,7 °C. W ciągu roku, średnie opady wynoszą 429 mm. Cəbrayıl jest miastem ze znaczącymi opadami deszczu. Nawet podczas najsuchszych miesięcy występuje tam sporo opadów. Najsuchszym miesiącem jest lipiec, z opadami na poziomie 19 mm. W maju  opady osiągają wartość szczytową ze średnią 69 mm. Różnica w opadach pomiędzy najsuchszym a najbardziej mokrym miesiącem wynosi 50 mm. Najcieplejszym miesiącem w roku jest lipiec ze średnią temperaturą 24,0 °C, z kolei najzimniejszym miesiącem jest styczeń ze średnią temperaturą 1,4 °C. Wahania roczne temperatur wynoszą 22,6 °C.